# Nodirbek Mirzayev
Nodirbek Abdusalimovich Mirzayev (russisch Нодирбек Абдусалимович Мирзаев Nodirbek Abdussalimowitsch Mirsajew; * 20. März 1986) ist ein usbekischer Billardspieler aus Fargʻona, der in der Billardvariante Russisches Billard antritt.
Er erreichte 2017, 2018 und 2019 das Halbfinale beim Savvidi Cup.

## Karriere
Erstmals international auf sich aufmerksam machte Nodirbek Mirzayev, als er im August 2013 durch einen 6:4-Finalsieg gegen Leonid Schwyrjajew den Bürgermeisterpokal in Wologda gewann, nachdem er unter anderem Dmytro Biloserow und Aleksandr Sidorov besiegt hatte. Wenige Wochen später folgte seine erste WM-Teilnahme; bei der Freie-Pyramide-WM in Jakutsk gewann er gegen Arnal Ormokejew und Sergei Goryslawez, bevor er in der Runde der letzten 32 gegen den späteren Finalisten Alexander Banny verlor. Bis zum Jahresende spielte er auch beim Imperija-Pokal, beim Kremlin Cup und bei den St. Petersburg Open mit, scheiterte dort aber jeweils frühzeitig.
Nachdem er 2014 beim kasachischen Unabhängigkeitspokal unter anderem durch einen Sieg gegen den ehemaligen Weltmeister Jernar Tschimbajew das Halbfinale erreicht hatte, schied er bei der Kombinierte-Pyramide-WM 2015 in der Vorrunde aus. Wenig später erzielte er im Weltcup sein bis dahin bestes Ergebnis, als er bei den Prince Open ins Achtelfinale gelangte. Zum Jahresende erreichte er beim Kremlin Cup und bei der Freie-Pyramide-WM das Sechzehntelfinale.
In den folgenden drei Jahren nahm er an insgesamt vier Weltmeisterschaften teil und erreichte dabei zwei weitere Male die Runde der letzten 32 (Kombinierte Pyramide 2016, Kombinierte Pyramide 2017), wohingegen er bei seinen ersten beiden WM-Teilnahmen in der Disziplin Dynamische Pyramide sieglos blieb (2016, 2018). In dieser Zeit erfolgten auch seine ersten Teilnahmen am Savvidi Cup. War er 2016 noch in der Runde der letzten 32 ausgeschieden, erzielte er 2017 seinen bis dahin größten Erfolg, als er unter anderem durch Siege gegen Artjom Balow und Zuxriddin Hoshimov ins Halbfinale einzog, in dem er dem späteren Turniersieger Dastan Lepschakow mit 2:5 unterlag. Ein Jahr später wiederholte er dieses Ergebnis und verlor im Halbfinale erneut mit 2:5 gegen Lepschakow.
Nachdem er bei der Kombinierte-Pyramide-WM 2019 eine Erstrundenniederlage hinnehmen musste, kam Mirzayev bei der Freie-Pyramide-WM in die Runde der letzten 32. Im September 2019 erreichte er beim Kremlin Cup das Viertelfinale, in dem er dem späteren Turniersieger Iossif Abramow nur knapp mit 4:5 unterlag. Einen Monat später gelangte er beim Savvidi Cup zum dritten Mal ins Halbfinale und verlor diesmal gegen den späteren Turniersieger Serghei Krîjanovski (4:5).

## Erfolge
| Ergebnis | Jahr | Turnier                    | Finalgegner        | Endstand |
| -------- | ---- | -------------------------- | ------------------ | -------- |
| Sieger   | 2013 | Bürgermeisterpokal Wologda | Leonid Schwyrjajew | 6:4      |

## Teilnahmen an Weltmeisterschaften
| Disziplin            | 2013 | 2014 | 2015 | 2016 | 2017  | 2018  | 2019  | 2020  |
| -------------------- | ---- | ---- | ---- | ---- | ----- | ----- | ----- | ----- |
| Freie Pyramide       | L32  | –    | L32  | –    | n. a. | –     | L32   | n. a. |
| Dynamische Pyramide  | –    | –    | –    | L64  | n. a. | L64   | n. a. | n. a. |
| Kombinierte Pyramide | –    | –    | R    | L32  | L32   | n. a. | L64   | n. a. |
| Quelle:              |      |      |      |      |       |       |       |       |

| Legende | Legende                               |
| ------- | ------------------------------------- |
| S       | Sieger                                |
| F       | Finalist                              |
| HF / H  | Halbfinalist                          |
| VF / V  | Viertelfinalist                       |
| AF / A  | Achtelfinalist                        |
| LX      | Niederlage in der Runde der letzten X |
| R2      | Niederlage in Runde 2                 |
| R       | Vorrundenaus/Niederlage in Runde 1    |
| –       | nicht teilgenommen                    |
| n. a.   | nicht ausgetragen                     |